# Fredy Schmidtke
Fredy Schmidtke (Worringen, 1961. július 1. – 2017. december 1.) olimpiai bajnok német kerékpárversenyző.

## Pályafutása
1984-ben a Los Angeles-i olimpián 1000 méteres időfutam versenyszámban aranyérmet nyert a kanadai Curtis Harnett és a francia Fabrice Colas előtt.

## Sikerei, díjai
- Olimpiai játékok
  - aranyérmes: 1984, Los Angeles